# Min kones ferie
Min kones ferie er en dansk film fra 1967.
- Manuskript Finn Henriksen og Erik Pouplier.
- Instruktion John Hilbard.

Blandt de medvirkende kan nævnes:
- Axel Strøbye
- Ghita Nørby
- Ove Sprogøe
- Malene Schwartz
- Poul Bundgaard
- Bodil Steen
- Dario Campeotto
- Kirsten Walther
- Bjørn Puggaard-Müller
- Jeanne Darville
- Sejr Volmer-Sørensen
- Kirsten Passer
- Valsø Holm
- Lise Thomsen
- Henry Nielsen